# La Grève (roman de Toledo)
Cet article concerne le roman d'Isabel Álvarez de Toledo. Pour le roman d'Ayn Rand, voir La Grève.
Pour les articles homonymes, voir La Grève.
La Grève est un roman écrit par l'écrivaine espagnol Isabel Álvarez de Toledo et paru en 1967.
C'est le récit d’une grève dans les vignobles d'Andalousie après Franco. L’union des ouvriers et la publicité de l’évènement ont eu raison des grands propriétaires. Mais le gain pour la vie de tous les jours n’a pas été à la hauteur des espérances, car les quelques sous qu’ils ont obtenu ont servi à payer l’augmentation des prix.
La violence gratuite de la police toute puissante et intouchable, la collusion église-police-pouvoir politique-grands propriétaires dans l'Espagne de 1964 rappelle qu'il faudra attendre 1969, pour qu'à l'occasion des trente ans de la fin de la guerre civile, Francisco Franco promulgue le décret-loi 10/1969, par lequel il prescrivait tous les délits commis avant le 1er avril 1939, c'est-à-dire pendant la guerre civile, ce qui ne l'empêchera pas de poursuivre une politique de répression qui ne s'essouffle pas : procès de Burgos en 1970 où 10 membres d'ETA sont condamnés à mort (certains condamnés à une double peine de mort, d'autres jusqu'à 70 ans de prison).